# 잔니 무나리
잔니 무나리(이탈리아어: Gianni Munari, 1983년 5월 24일, 이탈리아 사수올로 ~ )는 이탈리아의 전 축구 선수이다.